# Otto Bechtel
Otto Bechtel (* 26. August 1868 in Ravolzhausen; † 1939) war ein deutscher Marineoffizier, zuletzt Konteradmiral der Reichsmarine.

## Leben
Otto Bechtel war ein Sohn des Pfarreiverwesers Johann Philipp Eberhard Bechtel (1840–1912) und der Amalie, geb. Wagner (1841–1914). Seine ältere Schwester Helene (1866–1945) wurde Schriftstellerin und veröffentlichte u. a. unter dem Pseudonym Sascha Elfa Gedichte, Märchen und Lieder.
Otto Bechtel trat am 11. April 1885 in die Kaiserliche Marine ein. Als Seekadett (Beförderung am 13. April 1886) diente er u. a. auf der Gneisenau und war 1899 Führer der 2. Kompanie der IV. Matrosen-Artillerie-Abteilung (M.A.A., Cuxhaven). 1901 war er als Kapitänleutnant I. Offizier auf dem Schulschiff Carola und wurde am 26. April 1904 zum Korvettenkapitän befördert. 1908 wurde er als Kommandeur der IV. Matrosen-Artillerie-Abteilung zum Fregattenkapitän befördert. 1909 zur Verfügung des Chefs der Marinestation der Nordsee gestellt, erfolgte hier am 26. Dezember 1909 seine Beförderung zum Kapitän zur See. Von 1911 bis Januar 1915 war er Inspektor des Küstenbezirksamt III. Anschließend war er bis Mai 1915 Kommandeur der I. Matrosen-Artillerie-Abteilung und in Personalunion Kommandeur der Seefront Kiel. Bis Kriegsende war er Kommandeur der IX. Matrosen-Artillerie-Abteilung und wieder in Personalunion Kommandeur der Küstenwerke Ost (Kiel). Am 8. Juni 1919 wurde er aus der Marine verabschiedet.
Bis 1916 hatte er u. a. den Roten Adlerorden 3. Klasse mit Schleife, das Eiserne Kreuz II. Klasse und das Lübeckische Hanseatenkreuz verliehen bekommen.
Am 18. November 1919 erhielt er den Charakter als Konteradmiral mit dem Dienstalter vom 8. Juni 1916 verliehen.
Am 3. Juni 1899 heiratete er in Langfuhr Elisabeth Martha Emilie Bieska aus Usedom.

## Werke (Auswahl)
- Der wirtschaftliche und militärische Wert der Kolonien Portugals. 1900
- Über Kriegs- u. Friedenswert telegraphischer Verbindungen mit dem Ausland unter besonderer Berücksichtigung der deutschen Kolonien. Ohne Datum.